# 陶特维拉斯
陶特维拉斯（死于1263年)是波拉茨克公爵，道斯普伦加斯之子，立陶宛国王明道加斯之侄。陶特维拉斯与他的兄弟埃迪维达斯，姑丈维金塔斯挑起内战反对明道加斯。这场战争使得明道加斯加冕为国王。
1248年，明道加斯派陶特维拉斯、埃迪维达斯和维金塔斯攻打斯摩棱斯克，并保证他们攻下来的土地归他们所有。他们在普罗特瓦河击败莫斯科公爵，但败给弗拉基米尔-苏兹达尔公爵。听到战败消息，明道加斯就夺走了他们的土地，并宣称这些土地为他所拥有。1249年初，陶特维拉斯、埃迪维达斯和维金塔斯逃到陶特维拉斯的妹夫加利西亚的丹尼尔那里。他们组成了包括萨莫吉希亚人、利沃尼亚骑士团和沃里希连的瓦西里科在内的，反明道加斯的强大联盟。于是爆发内战。1250年，在丹尼尔和利沃尼亚骑士团组织对明道加斯土地的进攻时，陶特维拉斯来到里加，在那里大主教为他施洗。
为挫败同盟，明道加斯同意昄依基督教，并割让西立陶宛的部分土地，因此作为回报，他也得到王位。这样利沃尼亚骑士团就成为他的盟友。陶特维拉斯和剩余的盟友打入沃鲁塔以攻击明道加斯，沃鲁塔这个地方有时被认为是立陶宛的第一个首都。这次攻击失败，陶特维拉斯的军队撤到维金塔斯的一个城堡（现位于列塔瓦斯地区）中自卫。这时哪一方也没有一定胜利的把握，但维金塔斯在1253年去世了，陶特维拉斯被迫逃到哈利奇那里。在那里他帮助丹尼尔进攻波希米亚，但并不成功。丹尼尔在1254年与明道加斯和解，陶特维拉斯接受明道加斯的统治。明道加斯也回馈给陶特维拉斯波拉茨克，作为封地。
统治波拉茨克时，他主要关注的是控制自波拉茨克开始，沿道加瓦河一直到第聂伯河上游这一段的贸易路线。陶特维拉斯试图从新格鲁多克公爵手中夺下维捷布斯克。他的儿子康斯坦丁成为维捷布斯克统治者。在明道加斯被特莱尼奥塔和道曼塔斯杀害后，陶特维拉斯希望得到立陶宛大公的头衔，但在1263年被表兄弟特莱尼奥塔杀死。